# پاپیلوما
پاپیلوما (به انگلیسی: Papilloma)اشاره به تومور خوش خیم* در بافت اپیتلیال دارد.

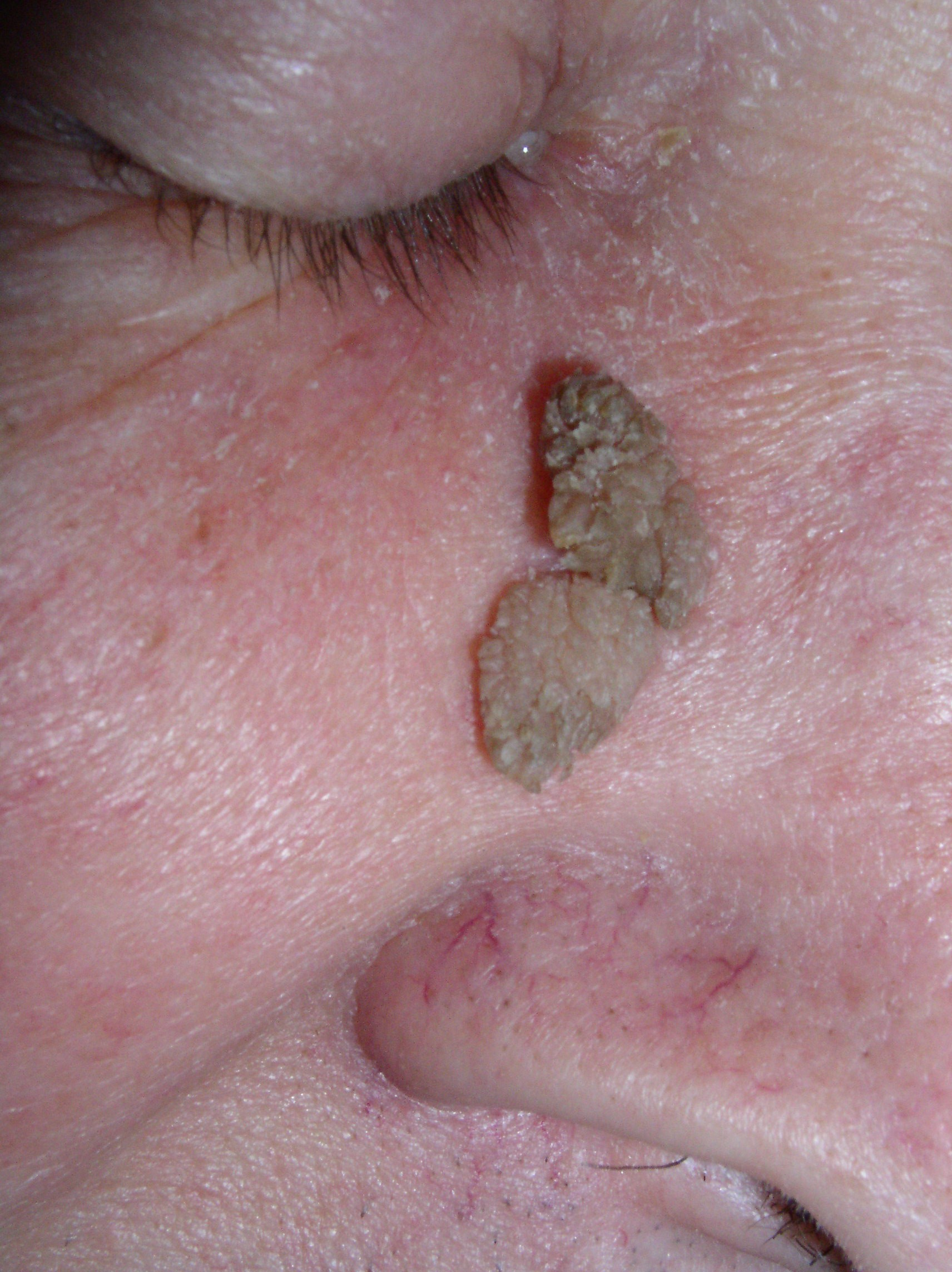
تصویری از این تومور خوش خیم بر روی پوست انسان

پاپیلوما از ریشه پاپیلا و به‌معنی برآمدگی نیپل (نوک پستان) است ولی پاپیلوم در این بحث ربطی به پاپیلا ندارد و نباید با آن اشتباه گرفته شود.
در آناتومی هر برآمدگی (مانند ورودی مجرای صفرا به دوازدهه) پاپیلا نام دارد و در مواردی نیز به عفونت ناشی از ویروس پاپیلوم انسانی (HPV)، (مثلاً زگیل) اشاره دارد.
عفونت ویروس پاپیلومای انسانی از علل عمده سرطان گردن رحم است، هر چند بسیاری از عفونت‌های HPV باعث سرطان می‌شود.
ویروس پاپیلومای انسانی به عنوان عاملی در بیماری‌های مقاربتی بسیار کم مورد مطالعه قرار گرفته‌است و مکانیسم‌های دقیق انتقال ویروس از فردی به فرد دیگر هنوز شناخته نشده است. با این حال، عواقب ناشی از ویروس پاپیلومای انسانی می‌تواند منجر به آسیب جدی، از جمله سرطان گردن رحم باشد.نتایج تحقیق پژوهشگران دانشگاه آکسفورد که در نشریه سرطان‌شناسی بالینی منتشر شده نشان می‌دهد که بیش از یک سوم موارد سرطان گلو ناشی از ویروس پاپیلومای انسانی (HPV) است که از راه تماس جنسی دهانی منتقل می‌شود.

## جدول بافت‌شناسی
| بافت‌درگیر  | نوع هایپرپلازی | اصطلاح پزشکی |
| ---------- | -------------- | ------------ |
| اپیتلیوم   | خوش‌خیم         | پاپیلوما     |
| اپیتلیوم   | بدخیم          | کارسینوما    |
| بافت همبند | خوش‌خیم         | --           |
| بافت همبند | بدخیم          | سارکوما      |
| غدد        | خوش‌خیم         | آدنوم        |
| غدد        | بدخیم          | آدنوکارسینوم |